# Tour de Suisse 2014
Die 78. Tour de Suisse führte ab 14. Juni 2014 über neun Etappen. Sie war das 17. Rennen der UCI WorldTour 2014.
Weltmeister Rui Alberto Costa vom Team Lampre-Merida konnte zum dritten Mal in Folge die Tour de Suisse für sich entscheiden. Er verwies Mathias Frank, der das weisse Trikot des besten Schweizers gewann und den Niederländer Bauke Mollema auf die Plätze zwei und drei. Vierter wurde Zeitfahrweltmeister Tony Martin, der während der gesamten Rundfahrt das Gelbe Trikot des Führenden in der Gesamtwertung trug. Erst in der letzten Etappe wurde er vom ersten Platz verdrängt. Die Bergwertung gewann der Deutsche Björn Thurau, die Punktewertung ging zum vierten Mal in Folge an den Slowaken Peter Sagan. Das belgische Omega Pharma-Quick-Step Cycling Team konnte vier der neun Etappen für sich entscheiden, die Mannschaftswertung gewann das niederländische Belkin-Pro Cycling Team. Massive Kritik ernteten die Organisatoren, nachdem es im Finale der 5. Etappe in Büren an der Aare aufgrund von zwei engen Kurven in den letzten 400 Metern vor dem Ziel zu einem Massensturz kam.

## Teilnehmer
Startberechtigt waren alle ProTeams. Dazu kamen vier Professional Continental Teams, die vom Veranstalter eine Wildcard erhalten haben.
| ProTeams AG2R La Mondiale (ALM) Astana Pro Team (AST) Belkin-Pro Cycling Team (BEL) BMC Racing Team (BMC) Cannondale (CAN) Team Europcar (EUC) | FDJ.fr (FDJ) Team Giant-Shimano (GIA) Garmin Sharp (GRS) Team Katusha (KAT) Lampre-Merida (LAM) Lotto Belisol (LTB) | Movistar Team (MOV) Orica GreenEdge (OGE) Omega Pharma-Quick Step (OPQ) Team Sky (SKY) Tinkoff-Saxo (TCS) Trek Factory Racing (TFR) |
| Professional Continental Teams CCC Polsat Polkowice (CCC) IAM Cycling (IAM)                                                                    | MTN Qhubeka (MTN) Wanty-Groupe Gobert (WGG)                                                                         | |

## Etappenübersicht
Der Etappenplan wurde am 16. Juni 2013 der Öffentlichkeit präsentiert.
Die Tour de Suisse 2014 begann mit einem Prolog in Bellinzona und endete mit einer Hochgebirgsetappe in Saas Fee. Letztmals war Saas Fee 2003 Zielort der Tour de Suisse.
| Etappe | Datum        | Start und Ziel               | km    | Typ               | Etappensieger  | Aktivster Fahrer   | Gelbes Trikot |
| ------ | ------------ | ---------------------------- | ----- | ----------------- | -------------- | ------------------ | ------------- |
| 1.     | Sa, 14. Juni | Bellinzona – Bellinzona      | 9,4   |                   | Tony Martin    | Tony Martin        | Tony Martin   |
| 2.     | So, 15. Juni | Bellinzona – Sarnen          | 181,8 | Hochgebirgsetappe | Cameron Meyer  | Lawrence Warbasse  | Tony Martin   |
| 3.     | Mo, 16. Juni | Sarnen – Heiden              | 202,9 | Bergetappe        | Peter Sagan    | Nino Schurter      | Tony Martin   |
| 4.     | Di, 17. Juni | Heiden – Ossingen            | 160,4 | Flachetappe       | Mark Cavendish | Laurens De Vreese  | Tony Martin   |
| 5.     | Mi, 18. Juni | Ossingen – Büren an der Aare | 183,6 | Flachetappe       | Sacha Modolo   | Frederik Veuchelen | Tony Martin   |
| 6.     | Do, 19. Juni | Büren an der Aare – Delsberg | 183,5 | Bergetappe        | Matteo Trentin | Michael Albasini   | Tony Martin   |
| 7.     | Fr, 20. Juni | Worb – Worb                  | 24,7  |                   | Tony Martin    | Tony Martin        | Tony Martin   |
| 8.     | Sa, 21. Juni | Delsberg – Verbier           | 219,1 | Hochgebirgsetappe | Esteban Chaves | Danilo Wyss        | Tony Martin   |
| 9.     | So, 22. Juni | Martigny – Saas Fee          | 156,7 | Hochgebirgsetappe | Rui Costa      | Marcel Wyss        | Rui Costa     |

## Etappen

### 1. Etappe: Bellinzona – Bellinzona (EZF)
| Ergebnis und Gesamtklassement \| \| Fahrer \| Team \| Zeit \| \| --- \| ------------------ \| ----------------------- \| ---------- \| \| 1. \| Tony Martin \| Omega Pharma-Quick Step \| 13:48 min \| \| 2. \| Tom Dumoulin \| Team Giant-Shimano \| + 0:06 min \| \| 3. \| Rohan Dennis \| Garmin Sharp \| + 0:13 min \| \| 4. \| Fabian Cancellara \| Trek Factory Racing \| + 0:16 min \| \| 5. \| Domenico Pozzovivo \| AG2R La Mondiale \| + 0:19 min \| \| 6. \| Peter Sagan \| Cannondale \| + 0:19 min \| \| 7. \| Bauke Mollema \| Belkin-Pro Cycling Team \| + 0:22 min \| \| 8. \| Tom Slagter \| Garmin Sharp \| + 0:23 min \| \| 9. \| Jon Izaguirre \| Movistar Team \| + 0:27 min \| \| 10. \| Mattia Cattaneo \| Lampre-Merida \| + 0:29 min \| |                    |                         |            |
| | Fahrer             | Team                    | Zeit       |
| 1. | Tony Martin        | Omega Pharma-Quick Step | 13:48 min  |
| 2. | Tom Dumoulin       | Team Giant-Shimano      | + 0:06 min |
| 3. | Rohan Dennis       | Garmin Sharp            | + 0:13 min |
| 4. | Fabian Cancellara  | Trek Factory Racing     | + 0:16 min |
| 5. | Domenico Pozzovivo | AG2R La Mondiale        | + 0:19 min |
| 6. | Peter Sagan        | Cannondale              | + 0:19 min |
| 7. | Bauke Mollema      | Belkin-Pro Cycling Team | + 0:22 min |
| 8. | Tom Slagter        | Garmin Sharp            | + 0:23 min |
| 9. | Jon Izaguirre      | Movistar Team           | + 0:27 min |
| 10. | Mattia Cattaneo    | Lampre-Merida           | + 0:29 min |

### 2. Etappe: Bellinzona – Sarnen
|     | Fahrer             | Team               | Zeit       |
| --- | ------------------ | ------------------ | ---------- |
| 1.  | Cameron Meyer      | Orica GreenEdge    | 5:08:18 h  |
| 2.  | Philip Deignan     | Team Sky           | + 0:00 min |
| 3.  | Lawrence Warbasse  | BMC Racing Team    | + 0:00 min |
| 4.  | Peter Sagan        | Cannondale         | + 0:14 min |
| 5.  | Ben Swift          | Team Sky           | + 0:14 min |
| 6.  | Silvan Dillier     | BMC Racing Team    | + 0:14 min |
| 7.  | Koen de Kort       | Team Giant-Shimano | + 0:14 min |
| 8.  | Nino Schurter      | Orica GreenEdge    | + 0:14 min |
| 9.  | Enrico Gasparotto  | Astana Pro Team    | + 0:14 min |
| 10. | Alexander Kolobnew | Team Katusha       | + 0:14 min |

|     | Fahrer          | Team                    | Zeit       |
| --- | --------------- | ----------------------- | ---------- |
| 1.  | Tony Martin     | Omega Pharma-Quick Step | 5:22:20 h  |
| 2.  | Tom Dumoulin    | Team Giant-Shimano      | + 0:06 min |
| 3.  | Rohan Dennis    | Garmin Sharp            | + 0:13 min |
| 4.  | Peter Sagan     | Cannondale              | + 0:19 min |
| 5.  | Bauke Mollema   | Belkin-Pro Cycling Team | + 0:22 min |
| 6.  | Tom Slagter     | Garmin Sharp            | + 0:23 min |
| 7.  | Philip Deignan  | Team Sky                | + 0:27 min |
| 8.  | Jon Izaguirre   | Movistar Team           | + 0:27 min |
| 9.  | Mattia Cattaneo | Lampre-Merida           | + 0:29 min |
| 10. | Peter Kennaugh  | Team Sky                | + 0:29 min |

### 3. Etappe: Sarnen – Heiden
|     | Fahrer                 | Team                    | Zeit       |
| --- | ---------------------- | ----------------------- | ---------- |
| 1.  | Peter Sagan            | Cannondale              | 5:22:09 h  |
| 2.  | Michael Albasini       | Orica GreenEdge         | + 0:00 min |
| 3.  | Sergio Henao           | Team Sky                | + 0:00 min |
| 4.  | Bauke Mollema          | Belkin-Pro Cycling Team | + 0:00 min |
| 5.  | Cadel Evans            | BMC Racing Team         | + 0:00 min |
| 6.  | José Joaquín Rojas Gil | Movistar Team           | + 0:00 min |
| 7.  | Rui Costa              | Lampre-Merida           | + 0:00 min |
| 8.  | Thibaut Pinot          | FDJ.fr                  | + 0:00 min |
| 9.  | Mathias Frank          | IAM Cycling             | + 0:00 min |
| 10. | Roman Kreuziger        | Tinkoff-Saxo            | + 0:00 min |

|     | Fahrer          | Team                    | Zeit       |
| --- | --------------- | ----------------------- | ---------- |
| 1.  | Tony Martin     | Omega Pharma-Quick Step | 10:44:34 h |
| 2.  | Tom Dumoulin    | Team Giant-Shimano      | + 0:06 min |
| 3.  | Peter Sagan     | Cannondale              | + 0:14 min |
| 4.  | Bauke Mollema   | Belkin-Pro Cycling Team | + 0:17 min |
| 5.  | Tom Slagter     | Garmin Sharp            | + 0:23 min |
| 6.  | Davide Formolo  | Cannondale              | + 0:27 min |
| 7.  | Jon Izaguirre   | Movistar Team           | + 0:27 min |
| 8.  | Roman Kreuziger | Tinkoff-Saxo            | + 0:28 min |
| 9.  | Mathias Frank   | IAM Cycling             | + 0:29 min |
| 10. | Mattia Cattaneo | Lampre-Merida           | + 0:29 min |

### 4. Etappe: Heiden – Ossingen
|     | Fahrer             | Team                    | Zeit       |
| --- | ------------------ | ----------------------- | ---------- |
| 1.  | Mark Cavendish     | Omega Pharma-Quick Step | 3:35:03 h  |
| 2.  | Juan José Lobato   | Movistar Team           | + 0:00 min |
| 3.  | Peter Sagan        | Cannondale              | + 0:00 min |
| 4.  | Sacha Modolo       | Lampre-Merida           | + 0:00 min |
| 5.  | Alexander Kristoff | Team Katusha            | + 0:00 min |
| 6.  | Danny van Poppel   | Trek Factory Racing     | + 0:00 min |
| 7.  | Jonas Vangenechten | Belkin-Pro Cycling Team | + 0:00 min |
| 8.  | Davide Appollonio  | AG2R La Mondiale        | + 0:00 min |
| 9.  | José Joaquín Rojas | Movistar Team           | + 0:00 min |
| 10. | Matthew Goss       | Orica GreenEdge         | + 0:00 min |

|     | Fahrer          | Team                    | Zeit       |
| --- | --------------- | ----------------------- | ---------- |
| 1.  | Tony Martin     | Omega Pharma-Quick Step | 14:19:41 h |
| 2.  | Tom Dumoulin    | Team Giant-Shimano      | + 0:06 min |
| 3.  | Peter Sagan     | Cannondale              | + 0:14 min |
| 4.  | Bauke Mollema   | Belkin-Pro Cycling Team | + 0:17 min |
| 5.  | Tom Slagter     | Garmin Sharp            | + 0:23 min |
| 6.  | Davide Formolo  | Cannondale              | + 0:27 min |
| 7.  | Jon Izaguirre   | Movistar Team           | + 0:27 min |
| 8.  | Roman Kreuziger | Tinkoff-Saxo            | + 0:28 min |
| 9.  | Mathias Frank   | IAM Cycling             | + 0:29 min |
| 10. | Mattia Cattaneo | Lampre-Merida           | + 0:29 min |

### 5. Etappe: Ossingen – Büren an der Aare
|     | Fahrer                 | Team                    | Zeit       |
| --- | ---------------------- | ----------------------- | ---------- |
| 1.  | Sacha Modolo           | Lampre-Merida           | 4:08:06 h  |
| 2.  | Peter Sagan            | Cannondale              | + 0:00 min |
| 3.  | John Degenkolb         | Team Giant-Shimano      | + 0:00 min |
| 4.  | Alexander Kristoff     | Team Katusha            | + 0:00 min |
| 5.  | José Joaquín Rojas Gil | Movistar Team           | + 0:00 min |
| 6.  | Danny van Poppel       | Trek Factory Racing     | + 0:00 min |
| 7.  | Jonas Vangenechten     | Belkin-Pro Cycling Team | + 0:00 min |
| 8.  | Heinrich Haussler      | IAM Cycling             | + 0:00 min |
| 9.  | Nino Schurter          | Orica GreenEdge         | + 0:00 min |
| 10. | Jacopo Guarnieri       | Astana Pro Team         | + 0:00 min |

|     | Fahrer          | Team                    | Zeit       |
| --- | --------------- | ----------------------- | ---------- |
| 1.  | Tony Martin     | Omega Pharma-Quick Step | 18:27:47 h |
| 2.  | Tom Dumoulin    | Team Giant-Shimano      | + 0:06 min |
| 3.  | Peter Sagan     | Cannondale              | + 0:14 min |
| 4.  | Bauke Mollema   | Belkin-Pro Cycling Team | + 0:17 min |
| 5.  | Tom Slagter     | Garmin Sharp            | + 0:23 min |
| 6.  | Davide Formolo  | Cannondale              | + 0:27 min |
| 7.  | Jon Izaguirre   | Movistar Team           | + 0:27 min |
| 8.  | Roman Kreuziger | Tinkoff-Saxo            | + 0:28 min |
| 9.  | Mathias Frank   | IAM Cycling             | + 0:29 min |
| 10. | Mattia Cattaneo | Lampre-Merida           | + 0:29 min |

### 6. Etappe: Büren an der Aare – Delsberg
|     | Fahrer                 | Team                    | Zeit       |
| --- | ---------------------- | ----------------------- | ---------- |
| 1.  | Matteo Trentin         | Omega Pharma-Quick Step | 4:43:19h   |
| 2.  | Daniele Bennati        | Tinkoff-Saxo            | + 0:00 min |
| 3.  | Francesco Gavazzi      | Astana Pro Team         | + 0:00 min |
| 4.  | Ben Swift              | Team Sky                | + 0:00 min |
| 5.  | Peter Sagan            | Cannondale              | + 0:00 min |
| 6.  | Sacha Modolo           | Lampre-Merida           | + 0:00 min |
| 7.  | José Joaquín Rojas Gil | Movistar Team           | + 0:00 min |
| 8.  | Silvan Dillier         | BMC Racing Team         | + 0:00 min |
| 9.  | Sergio Henao           | Team Sky                | + 0:00 min |
| 10. | Tosh Van der Sande     | Lotto Belisol           | + 0:00 min |

|     | Fahrer          | Team                    | Zeit       |
| --- | --------------- | ----------------------- | ---------- |
| 1.  | Tony Martin     | Omega Pharma-Quick Step | 23:11:06 h |
| 2.  | Tom Dumoulin    | Team Giant-Shimano      | + 0:06 min |
| 3.  | Peter Sagan     | Cannondale              | + 0:10 min |
| 4.  | Bauke Mollema   | Belkin-Pro Cycling Team | + 0:17 min |
| 5.  | Tom Slagter     | Garmin Sharp            | + 0:23 min |
| 6.  | Davide Formolo  | Cannondale              | + 0:27 min |
| 7.  | Jon Izaguirre   | Movistar Team           | + 0:27 min |
| 8.  | Roman Kreuziger | Tinkoff-Saxo            | + 0:28 min |
| 9.  | Mathias Frank   | IAM Cycling             | + 0:29 min |
| 10. | Mattia Cattaneo | Lampre-Merida           | + 0:29 min |

### 7. Etappe: Worb – Worb (EZF)
|     | Fahrer            | Team                    | Zeit       |
| --- | ----------------- | ----------------------- | ---------- |
| 1.  | Tony Martin       | Omega Pharma-Quick Step | 31:37 min  |
| 2.  | Tom Dumoulin      | Team Giant-Shimano      | + 0:22 min |
| 3.  | Rui Costa         | Lampre-Merida           | + 0:28 min |
| 4.  | Fabian Cancellara | Trek Factory Racing     | + 0:41 min |
| 5.  | Mathias Frank     | Cannondale              | + 0:45 min |
| 6.  | Lawson Craddock   | Team Giant-Shimano      | + 0:59 min |
| 7.  | Stef Clement      | Belkin-Pro Cycling Team | + 1:02 min |
| 8.  | Jon Izaguirre     | Movistar Team           | + 1:06 min |
| 9.  | Thibaut Pinot     | FDJ.fr                  | + 1:13 min |
| 10. | Mattia Cattaneo   | Lampre-Merida           | + 1:13 min |

|     | Fahrer          | Team                    | Zeit       |
| --- | --------------- | ----------------------- | ---------- |
| 1.  | Tony Martin     | Omega Pharma-Quick Step | 23:42:43 h |
| 2.  | Tom Dumoulin    | Team Giant-Shimano      | + 0:28 min |
| 3.  | Rui Costa       | Lampre-Merida           | + 1:05 min |
| 4.  | Mathias Frank   | IAM Cycling             | + 1:14 min |
| 5.  | Jon Izaguirre   | Movistar Team           | + 1:33 min |
| 6.  | Peter Sagan     | Cannondale              | + 1:36 min |
| 7.  | Lawson Craddock | Team Giant-Shimano      | + 1:42 min |
| 8.  | Mattia Cattaneo | Lampre-Merida           | + 1:42 min |
| 9.  | Davide Formolo  | Cannondale              | + 1:47 min |
| 10. | Thibaut Pinot   | FDJ.fr                  | + 1:48 min |

### 8. Etappe: Delsberg – Verbier
|     | Fahrer          | Team                    | Zeit       |
| --- | --------------- | ----------------------- | ---------- |
| 1.  | Esteban Chaves  | Orica GreenEdge         | 5:11:16 h  |
| 2.  | Roman Kreuziger | Tinkoff-Saxo            | + 0:03 min |
| 3.  | Bauke Mollema   | Belkin-Pro Cycling Team | + 0:03 min |
| 4.  | Eros Capecchi   | Movistar Team           | + 0:16 min |
| 5.  | Janier Acevedo  | Garmin Sharp            | + 0:17 min |
| 6.  | Philip Deignan  | Team Sky                | + 0:17 min |
| 7.  | Tony Martin     | Omega Pharma-Quick Step | + 0:17 min |
| 8.  | Davide Formolo  | Cannondale              | + 0:17 min |
| 9.  | Rui Costa       | Lampre-Merida           | + 0:17 min |
| 10. | Mathias Frank   | IAM Cycling             | + 0:17 min |

|     | Fahrer          | Team                    | Zeit       |
| --- | --------------- | ----------------------- | ---------- |
| 1.  | Tony Martin     | Omega Pharma-Quick Step | 28:54:16 h |
| 2.  | Tom Dumoulin    | Team Giant-Shimano      | + 0:51 min |
| 3.  | Rui Costa       | Lampre-Merida           | + 1:05 min |
| 4.  | Mathias Frank   | IAM Cycling             | + 1:14 min |
| 5.  | Bauke Mollema   | Belkin-Pro Cycling Team | + 1:41 min |
| 6.  | Davide Formolo  | Cannondale              | + 1:47 min |
| 7.  | Roman Kreuziger | Tinkoff-Saxo            | + 1:50 min |
| 8.  | Janier Acevedo  | Garmin Sharp            | + 2:07 min |
| 9.  | Eros Capecchi   | Movistar Team           | + 2:29 min |
| 10. | Cadel Evans     | BMC Racing Team         | + 2:30 min |

### 9. Etappe: Martigny – Saas Fee
|     | Fahrer          | Team                    | Zeit       |
| --- | --------------- | ----------------------- | ---------- |
| 1.  | Rui Costa       | Lampre-Merida           | 4:13:14 h  |
| 2.  | Bauke Mollema   | Belkin-Pro Cycling Team | + 0:14 min |
| 3.  | Mathias Frank   | IAM Cycling             | + 0:24 min |
| 4.  | Steve Morabito  | BMC Racing Team         | + 0:47 min |
| 5.  | Oliver Zaugg    | Tinkoff-Saxo            | + 0:47 min |
| 6.  | André Cardoso   | Garmin Sharp            | + 1:28 min |
| 7.  | Jérémy Roy      | FDJ.fr                  | + 1:41 min |
| 8.  | Marcel Wyss     | IAM Cycling             | + 1:48 min |
| 9.  | Tom Dumoulin    | Team Giant-Shimano      | + 2:18 min |
| 10. | Roman Kreuziger | Tinkoff-Saxo            | + 2:18 min |

|     | Fahrer          | Team                    | Zeit       |
| --- | --------------- | ----------------------- | ---------- |
| 1.  | Rui Costa       | Lampre-Merida           | 33:08:35 h |
| 2.  | Mathias Frank   | IAM Cycling             | + 0:33 min |
| 3.  | Bauke Mollema   | Belkin-Pro Cycling Team | + 0:50 min |
| 4.  | Tony Martin     | Omega Pharma-Quick Step | + 1:13 min |
| 5.  | Tom Dumoulin    | Team Giant-Shimano      | + 2:04 min |
| 6.  | Steve Morabito  | BMC Racing Team         | + 2:47 min |
| 7.  | Davide Formolo  | Cannondale              | + 3:00 min |
| 8.  | Roman Kreuziger | Tinkoff-Saxo            | + 3:03 min |
| 9.  | Janier Acevedo  | Garmin Sharp            | + 3:20 min |
| 10. | Eros Capecchi   | Movistar Team           | + 3:46 min |

## Gesamtwertung und Spezialwertungen
Die Tabelle zeigt den Führenden in der jeweiligen Wertung nach der jeweiligen Etappe an.
| Etappe | Gesamtwertung | Bergwertung    | Punktewertung | Bester Schweizer  | Teamwertung             |
| ------ | ------------- | -------------- | ------------- | ----------------- | ----------------------- |
| 1.     | Tony Martin   | nicht vergeben | Tony Martin   | Fabian Cancellara | Garmin Sharp            |
| 2.     | Tony Martin   | Björn Thurau   | Peter Sagan   | Mathias Frank     | Garmin Sharp            |
| 3.     | Tony Martin   | Björn Thurau   | Peter Sagan   | Mathias Frank     | Team Giant-Shimano      |
| 4.     | Tony Martin   | Björn Thurau   | Peter Sagan   | Mathias Frank     | Team Giant-Shimano      |
| 5.     | Tony Martin   | Björn Thurau   | Peter Sagan   | Mathias Frank     | Team Giant-Shimano      |
| 6.     | Tony Martin   | Björn Thurau   | Peter Sagan   | Mathias Frank     | Team Giant-Shimano      |
| 7.     | Tony Martin   | Björn Thurau   | Peter Sagan   | Mathias Frank     | Team Giant-Shimano      |
| 8.     | Tony Martin   | Björn Thurau   | Peter Sagan   | Mathias Frank     | Lampre-Merida           |
| 9.     | Rui Costa     | Björn Thurau   | Peter Sagan   | Mathias Frank     | Belkin-Pro Cycling Team |